# Baggy Point
Baggy Point är en udde i Storbritannien.   Den ligger i riksdelen England, i den södra delen av landet, 290 km väster om huvudstaden London.
Terrängen inåt land är huvudsakligen platt, men åt nordost är den kuperad. Havet är nära Baggy Point västerut.  Närmaste större samhälle är Barnstaple, 15,7 km öster om Baggy Point. 